# Llista d'episodis de Star Trek: La nova generació
Aquesta és la llista dels episodis de Star Trek: La nova generació, una sèrie de televisió de ciència-ficció estatunidenca que es va emetre en redifusió des de setembre de 1987 fins al maig de 1994. És la segona sèrie d'imatge real de la franquícia Star Trek i consta d'un total de 176 (DVD i emissió original) o 178 (en redifusió) episodis en 7 temporades. La sèrie reprèn uns 95 anys després del que es diu que va tenir lloc a la la sèrie original. Els episodis de televisió s'enumeren aquí en ordre cronològic per data d'emissió original, que coincideix amb l'ordre dels episodis del conjunt de DVD de cada temporada.
El repartiment principal estava format per Patrick Stewart com a capità Jean-Luc Picard, Jonathan Frakes com el seu primer oficial William Riker, Brent Spiner com a cap d'operacions Data, LeVar Burton com a enginyer en cap Geordi La Forge, Marina Sirtis com a consellera Deanna Troi, Michael Dorn com a conseller el cap de seguretat Worf, i Gates McFadden com la Dra. Beverly Crusher. McFadden va abandonar el programa després de la primera temporada i va ser substituïfs per a la segona temporada per Diana Muldaur com a Drs. Katherine Pulaski, però va tornar per a la tercera temporada i va romandre amb el repartiment després. Wil Wheaton va interpretar a Wesley Crusher a les temporades 1–4, tornant per a aparicions com a convidat a les temporades 5 i 7. Denise Crosby va interpretar a la cap de seguretat Tasha Yar a la primera temporada però el seu personatge va ser assassinat a l'episodi "Pell de diable", tornant com a convidat a la temporada 3 i al final de la sèrie de dues hores "Totes les coses bones...".
El repartiment de la nova generació també apareix a quatre llargmetratges: Generations, First Contact, Insurrection, i Nemesis.

## Temporades
| Temporada | Temporada | Episodis | Episodis | Dates d’emissió        | Dates d’emissió      |
| Temporada | Temporada | Episodis | Episodis | Primera emissió        | Última emissió       |
| --------- | --------- | -------- | -------- | ---------------------- | -------------------- |
|           | 1         | 26       | 26       | 28 de setembre de 1987 | 16 de maig de 1988   |
|           | 2         | 22       | 22       | 21 de novembre de 1988 | 17 de juliol de 1989 |
|           | 3         | 26       | 26       | 25 de setembre de 1989 | 18 de juny de 1990   |
|           | 4         | 26       | 26       | 24 de setembre de 1990 | 17 de juny de 1991   |
|           | 5         | 26       | 26       | 23 de setembre de 1991 | 15 de juny de 1992   |
|           | 6         | 26       | 26       | 21 de setembre de 1992 | 21 de juny de 1993   |
|           | 7         | 26       | 26       | 20 de setembre de 1993 | 23 de maig de 1994   |

## Episodis
Tant l'estrena de la sèrie ("Trobada a Farpoint") com el final ("Totes les coses bones...") es van emetre originalment com a episodis únics de dues hores, però des de llavors s'han emès com a dos episodis d'una hora.

### Temporada 1 (1987–1988)
| Núm. total | Núm. de la temporada | Títol                                                        | Direcció          | Guió                                                                                     | Data d'emissió original | Codi de prod. | Nielsen rating |
| ---------- | -------------------- | ------------------------------------------------------------ | ----------------- | ---------------------------------------------------------------------------------------- | ----------------------- | ------------- | -------------- |
| 12         | 12                   | «Trobada a Farpoint Encounter at Farpoint»                   | Corey Allen       | D. C. Fontana & Gene Roddenberry                                                         | 28 de setembre de 1987  | 101 102       | 15.7           |
| 3          | 3                    | «Moment indefens The Naked Now»                              | Paul Lynch        | Història de : John D. F. Black and D. C. Fontana Guió de : D. C. Fontana                 | 5 d'octubre de 1987     | 103           | 11.5           |
| 4          | 4                    | «Codi d'honor Code of Honor»                                 | Russ Mayberry     | Katharyn Powers & Michael Baron                                                          | 12 d'octubre de 1987    | 104           | 9.5            |
| 5          | 5                    | «L'últim destacament The Last Outpost»                       | Richard Colla     | Història de : Richard Krzmeien Guió de : Herbert Wright                                  | 19 d'octubre de 1987    | 107           | 8.9            |
| 6          | 6                    | «Allà on no ha estat mai ningú Where No One Has Gone Before» | Rob Bowman        | Diane Duane & Michael Reaves                                                             | 26 d'octubre de 1987    | 106           | 10.5           |
| 7          | 7                    | «Sol entre nosaltres Lonely Among Us»                        | Cliff Bole        | Història de : Michael Halperin Guió de : D. C. Fontana                                   | 2 de novembre de 1987   | 108           | 12.1           |
| 8          | 8                    | «Justícia Justice»                                           | James L. Conway   | Història de : John D. F. Black & Worley Thorne Guió de : Worley Thorne                   | 9 de novembre de 1987   | 109           | 12.7           |
| 9          | 9                    | «La batalla The Battle»                                      | Rob Bowman        | Història de : Larry Forrester Guió de : Herbert Wright                                   | 16 de novembre de 1987  | 110           | 10.5           |
| 10         | 10                   | «El joc d'en Q Hide and Q»                                   | Cliff Bole        | Història de : Maurice Hurley Guió de : Maurice Hurley & Gene Roddenberry                 | 23 de novembre de 1987  | 111           | 11.0           |
| 11         | 11                   | «Refugi Haven»                                               | Richard Compton   | Història de : Tracy Tormé & Lan O'Kun Guió de : Tracy Tormé                              | 30 de novembre de 1987  | 105           | 10.3           |
| 12         | 12                   | «L'adéu final The Big Goodbye»                               | Joseph L. Scanlan | Tracy Tormé                                                                              | 11 de gener de 1988     | 113           | 11.5           |
| 13         | 13                   | «Datalore»                                                   | Rob Bowman        | Història de : Robert Lewin & Maurice Hurley Guió de : Robert Lewin & Gene Roddenberry    | 18 de gener de 1988     | 114           | 10.3           |
| 14         | 14                   | «L'Àngel Angel One»                                          | Michael Rhodes    | Patrick Barry                                                                            | 25 de gener de 1988     | 115           | 11.4           |
| 15         | 15                   | «Binaris 11001001»                                           | Paul Lynch        | Maurice Hurley & Robert Lewin                                                            | 1 de febrer de 1988     | 116           | 10.7           |
| 16         | 16                   | «Una època massa curta Too Short a Season»                   | Rob Bowman        | Història de : Michael Michaelian Guió de : Michael Michaelian & D. C. Fontana            | 8 de febrer de 1988     | 112           | 10.9           |
| 17         | 17                   | «Quan es trenca la branca When the Bough Breaks»             | Kim Manners       | Hannah Louise Shearer                                                                    | 15 de febrer de 1988    | 118           | 10.2           |
| 18         | 18                   | «La Mare Terra Home Soil»                                    | Corey Allen       | Història de : Karl Geurs & Ralph Sanchez and Robert Sabaroff Guió de : Robert Sabaroff   | 22 de febrer de 1988    | 117           | 9.0            |
| 19         | 19                   | «Fer-se gran Coming of Age»                                  | Mike Vejar        | Sandy Fries                                                                              | 14 de març de 1988      | 119           | 10.1           |
| 20         | 20                   | «Desig de glòria Heart of Glory»                             | Rob Bowman        | Història de : Maurice Hurley and Herbert Wright & D. C. Fontana Guió de : Maurice Hurley | 21 de març de 1988      | 120           | 10.7           |
| 21         | 21                   | «L'arsenal de la llibertat The Arsenal of Freedom»           | Les Landau        | Història de : Maurice Hurley & Robert Lewin Guió de : Richard Manning & Hans Beimler     | 11 d'abril de 1988      | 121           | 10.4           |
| 22         | 22                   | «Simbiosi Symbiosis»                                         | Win Phelps        | Història de : Robert Lewin Guió de : Robert Lewin and Richard Manning & Hans Beimler     | 18 d'abril de 1988      | 123           | 10.8           |
| 23         | 23                   | «Pell de diable Skin of Evil»                                | Joseph L. Scanlan | Història de : Joseph Stefano Guió de : Joseph Stefano & Hannah Louise Shearer            | 25 d'abril de 1988      | 122           | 9.7            |
| 24         | 24                   | «Sempre ens quedarà París We'll Always Have Paris»           | Robert Becker     | Deborah Dean Davis & Hannah Louise Shearer                                               | 2 de maig de 1988       | 124           | 9.7            |
| 25         | 25                   | «Conspiració Conspiracy»                                     | Cliff Bole        | Història de : Robert Sabaroff Guió de : Tracy Tormé                                      | 9 de maig de 1988       | 125           | 9.4            |
| 26         | 26                   | «La zona neutral The Neutral Zone»                           | James L. Conway   | Història de : Deborah McIntyre & Mona Clee Guió de : Maurice Hurley                      | 16 de maig de 1988      | 126           | 10.2           |

1. ↑  Acreditat com a J. Michael Bingham
2. ↑  Acreditat com a Ralph Wills
3. ↑  Acreditat com a C.J. Holland

### Temporada 2 (1987–1988)
| Núm. total | Núm. de la temporada | Títol                                              | Direcció          | Guió | Data d'emissió original | Codi de prod. | Nielsen rating |
| ---------- | -------------------- | -------------------------------------------------- | ----------------- | --- | ----------------------- | ------------- | -------------- |
| 27         | 1                    | «El nen The Child»                                 | Rob Bowman        | Jaron Summers & Jon Povill i Maurice Hurley                                                                                                   | 21 de novembre de 1988  | 127           | 10.9           |
| 28         | 2                    | «Una estada en el silenci Where Silence Has Lease» | Winrich Kolbe     | Jack B. Sowards | 28 de novembre de 1988  | 128           | 10.3           |
| 29         | 3                    | «Elemental, estimat Data Elementary, Dear Data»    | Rob Bowman        | Brian Alan Lane | 5 de desembre de 1988   | 129           | Unknown        |
| 30         | 4                    | «L'escandalós Okona The Outrageous Okona»          | Robert Becker     | Història de : Les Menchen & Lance Dickson i David Landsberg Guió de : Burton Armus                                                            | 12 de desembre de 1988  | 130           | Unknown        |
| 31         | 5                    | «Com una remor Loud as a Whisper»                  | Larry Shaw        | Jacqueline Zambrano | 9 de gener de 1989      | 132           | 10.7           |
| 32         | 6                    | «L'esquizoide The Schizoid Man»                    | Les Landau        | Història de : Richard Manning & Hans Beimler Guió de : Tracy Tormé                                                                            | 25 de gener de 1989     | 131           | 10.8           |
| 33         | 7                    | «Selecció antinatural Unnatural Selection»         | Paul Lynch        | John Mason & Mike Gray | 30 de gener de 1989     | 133           | 11.0           |
| 34         | 8                    | «Qüestió d'honor A Matter of Honor»                | Rob Bowman        | Història de : Wanda M. Haight & Gregory Amos i Burton Armus Guió de : Burton Armus                                                            | 6 de febrer de 1989     | 134           | 11.3           |
| 35         | 9                    | «La mesura humana The Measure of a Man»            | Robert Scheerer   | Melinda M. Snodgrass | 13 de febrer de 1989    | 135           | 11.3           |
| 36         | 10                   | «La princesa The Dauphin»                          | Rob Bowman        | Scott Rubenstein & Leonard Mlodinow | 20 de febrer de 1989    | 136           | 10.7           |
| 37         | 11                   | «Contagi Contagion»                                | Joseph L. Scanlan | Steve Gerber & Beth Woods | 20 de març de 1989      | 137           | 10.2           |
| 38         | 12                   | «El Royal The Royale»                              | Cliff Bole        | Tracy Tormé | 27 de març de 1989      | 138           | 10.6           |
| 39         | 13                   | «Temps al quadrat Time Squared»                    | Joseph L. Scanlan | Història de : Kurt Michael Bensmiller Guió de : Maurice Hurley                                                                                | 3 d'abril de 1989       | 139           | 9.9            |
| 40         | 14                   | «El factor Ícar The Icarus Factor»                 | Robert Iscove     | Història de : David Assael Guió de : David Assael i Robert McCullough                                                                         | 24 d'abril de 1989      | 140           | 9.1            |
| 41         | 15                   | «Amics a distància Pen Pals»                       | Winrich Kolbe     | Història de : Hannah Louise Shearer Guió de : Melinda M. Snodgrass                                                                            | 1 de maig de 1989       | 141           | 9.7            |
| 42         | 16                   | «Què Q? Q Who»                                     | Rob Bowman        | Maurice Hurley | 8 de maig de 1989       | 142           | 10.3           |
| 43         | 17                   | «Samaritans entrampats Samaritan Snare»            | Les Landau        | Robert McCullough | 15 de maig de 1989      | 143           | 10.0           |
| 44         | 18                   | «Reproducció clonal Up the Long Ladder»            | Winrich Kolbe     | Melinda M. Snodgrass | 22 de maig de 1989      | 144           | 9.2            |
| 45         | 19                   | «Nimfomania Manhunt»                               | Rob Bowman        | Tracy Tormé | 19 de juny de 1989      | 145           | 8.9            |
| 46         | 20                   | «L'emissària The Emissary»                         | Cliff Bole        | Història de : Richard Manning & Hans Beimler Guió de : Richard Manning & Hans Beimler Basat en una història no publicada de: Thomas H. Calder | 26 de juny de 1989      | 146           | 9.0            |
| 47         | 21                   | «Màxim rendiment Peak Performance»                 | Robert Scheerer   | David Kemper | 10 de juliol de 1989    | 147           | 9.4            |
| 48         | 22                   | «Ombres argentades Shades of Gray»                 | Rob Bowman        | Història de : Maurice Hurley Guió de : Maurice Hurley i Richard Manning & Hans Beimler                                                        | 17 de juliol de 1989    | 148           | 9.8            |

1. ↑  Acreditat com a Keith Mills
2. ↑  Acreditat com Terry Devereaux

### Temporada 3 (1989–1990)
| Núm. total | Núm. de la temporada | Títol                                                                 | Direcció           | Guió | Data d'emissió original | Codi de prod. | Nielsen rating |
| ---------- | -------------------- | --------------------------------------------------------------------- | ------------------ | --- | ----------------------- | ------------- | -------------- |
| 49         | 1                    | «Evolució»                                                            | Winrich Kolbe      | Història de : Michael Piller & Michael Wagner Guió de : Michael Piller                                                                  | 25 de setembre de 1989  | 150           | 10.8           |
| 50         | 2                    | «Dots de comandament The Ensigns of Command»                          | Cliff Bole         | Melinda M. Snodgrass | 2 d'octubre de 1989     | 149           | Desconegut     |
| 51         | 3                    | «Els supervivents The Survivors»                                      | Les Landau         | Michael Wagner | 9 d'octubre de 1989     | 151           | 9.6            |
| 52         | 4                    | «Qui vigila als vigilants? Who Watches the Watchers»                  | Robert Wiemer      | Richard Manning & Hans Beimler | 16 d'octubre de 1989    | 152           | 9.6            |
| 53         | 5                    | «L'aliança The Bonding»                                               | Winrich Kolbe      | Ronald D. Moore | 23 d'octubre de 1989    | 153           | 9.9            |
| 54         | 6                    | «La trampa explosiva Booby Trap»                                      | Gabrielle Beaumont | Història de : Michael Wagner & Ron Roman Guió de : Ron Roman i Michael Piller & Richard Danus                                           | 30 d'octubre de 1989    | 154           | 11.0           |
| 55         | 7                    | «L'enemic The Enemy»                                                  | David Carson       | David Kemper i Michael Piller | 6 de novembre de 1989   | 155           | 10.3           |
| 56         | 8                    | «L'oferta The Price»                                                  | Robert Scheerer    | Hannah Louise Shearer | 13 de novembre de 1989  | 156           | 10.6           |
| 57         | 9                    | «El factor venjança The Vengeance Factor»                             | Timothy Bond       | Sam Rolfe | 20 de novembre de 1989  | 157           | 9.7            |
| 58         | 10                   | «El desertor The Defector»                                            | Robert Scheerer    | Ronald D. Moore | 1 de gener de 1990      | 158           | 10.5           |
| 59         | 11                   | «Indesitjables The Hunted»                                            | Cliff Bole         | Robin Bernheim | 10 de gener de 1990     | 159           | 10.6           |
| 60         | 12                   | «Causa noble The High Ground»                                         | Gabrielle Beaumont | Melinda M. Snodgrass | 31 de gener de 1990     | 160           | 10.5           |
| 61         | 13                   | «El déja Q Deja Q»                                                    | Les Landau         | Richard Danus | 5 de febrer de 1990     | 161           | 11.3           |
| 62         | 14                   | «Una qüestió de perspectiva A Matter of Perspective»                  | Cliff Bole         | Ed Zuckerman | 12 de febrer de 1990    | 162           | 10.8           |
| 63         | 15                   | «L'Enterprise del passat Yesterday's Enterprise»                      | David Carson       | Guió de : Ira Steven Behr & Richard Manning & Hans Beimler & Ronald D. Moore Història de : Trent Christopher Ganino & Eric A. Stillwell | 19 de febrer de 1990    | 163           | 11.9           |
| 64         | 16                   | «Descendència The Offspring»                                          | Jonathan Frakes    | René Echevarria | 12 de març de 1990      | 164           | 10.2           |
| 65         | 17                   | «Els pecats del pare Sins of the Father»                              | Les Landau         | Història de : Drew Deighan Guió de : Ronald D. Moore & W. Reed Moran                                                                    | 19 de març de 1990      | 165           | 11.1           |
| 66         | 18                   | «Lleialtat Allegiance»                                                | Winrich Kolbe      | Richard Manning & Hans Beimler | 26 de març de 1990      | 166           | 10.2           |
| 67         | 19                   | «Les vacances del capità Captain's Holiday»                           | Chip Chalmers      | Ira Steven Behr | 2 d'abril de 1990       | 167           | 11.7           |
| 68         | 20                   | «L'home de llauna Tin Man»                                            | Robert Scheerer    | Dennis Bailey & David Bischoff | 23 d'abril de 1990      | 168           | 10.2           |
| 69         | 21                   | «Recerques en el buit Hollow Pursuits»                                | Cliff Bole         | Sally Caves | 30 d'abril de 1990      | 169           | 9.8            |
| 70         | 22                   | «Les joguines més boniques The Most Toys»                             | Timothy Bond       | Shari Goodhartz | 7 de maig de 1990       | 170           | 10.3           |
| 71         | 23                   | «Sarek»                                                               | Les Landau         | Història de : Peter S. Beagle Guió de : Peter S. Beagle                                                                                 | 14 de maig de 1990      | 171           | 10.6           |
| 72         | 24                   | «Ménage à Troi»                                                       | Robert Legato      | Fred Bronson & Susan Sackett | 28 de maig de 1990      | 172           | 9.1            |
| 73         | 25                   | «Transfiguracions Transfigurations»                                   | Tom Benko          | René Echevarria | 4 de juny de 1990       | 173           | 10.2           |
| 74         | 26                   | «El bo i millor d'ambdós mons Part 1 The Best of Both Worlds, Part I» | Cliff Bole         | Michael Piller | 18 de juny de 1990      | 174           | 10.1           |

1. ↑  Acreditat com a Dennis Putman Bailey

### Temporada 4 (1990–1991)
| Núm. total | Núm. de la temporada | Títol                                                                  | Direcció           | Guió | Data d'emissió original | Codi de prod. | Nielsen rating |
| ---------- | -------------------- | ---------------------------------------------------------------------- | ------------------ | --- | ----------------------- | ------------- | -------------- |
| 75         | 1                    | «El bo i millor d'ambdós mons Part 2 The Best of Both Worlds, Part II» | Cliff Bole         | Michael Piller | 24 de setembre de 1990  | 175           | 12.3           |
| 76         | 2                    | «Família Family»                                                       | Les Landau         | Ronald D. Moore | 1 d'octubre de 1990     | 178           | 9.6            |
| 77         | 3                    | «Germans Brothers»                                                     | Rob Bowman         | Rick Berman | 8 d'octubre de 1990     | 177           | 10.9           |
| 78         | 4                    | «Humà de cop i volta Suddenly Human»                                   | Gabrielle Beaumont | Història de : Ralph Phillips Guió de : John Whelpley i Jeri Taylor                                                           | 15 d'octubre de 1990    | 176           | 10.3           |
| 79         | 5                    | «Recorda'm Remember Me»                                                | Cliff Bole         | Lee Sheldon | 22 d'octubre de 1990    | 179           | 11.4           |
| 80         | 6                    | «El llegat Legacy»                                                     | Robert Scheerer    | Joe Menosky | 29 d'octubre de 1990    | 180           | 12.0           |
| 81         | 7                    | «Reunió Reunion»                                                       | Jonathan Frakes    | Història de : Drew Deighan and Thomas Perry & Jo Perry Guió de : Thomas Perry & Jo Perry and Ronald D. Moore & Brannon Braga | 5 de novembre de 1990   | 181           | 12.2           |
| 82         | 8                    | «Futur imperfecte Future Imperfect»                                    | Les Landau         | J. Larry Carroll & David Bennett Carren                                                                                      | 12 de novembre de 1990  | 182           | 12.0           |
| 83         | 9                    | «Missió final Final Mission»                                           | Corey Allen        | Història de : Kacey Arnold-Ince Guió de : Kacey Arnold-Ince & Jeri Taylor                                                    | 19 de novembre de 1990  | 183           | 11.5           |
| 84         | 10                   | «La pèrdua The Loss»                                                   | Chip Chalmers      | Guió de : Hilary J. Bader and Allan J. Adler & Vanessa Greene Història de : Hilary J. Bader                                  | 31 de desembre de 1990  | 184           | 12.2           |
| 85         | 11                   | «Un dia d'en Data Data's Day»                                          | Robert Wiemer      | Història de : Harold Apter Guió de : Harold Apter and Ronald D. Moore                                                        | 7 de gener de 1991      | 185           | 11.7           |
| 86         | 12                   | «La ferida The Wounded»                                                | Chip Chalmers      | Història de : Stuart Charno & Sara Charno and Cy Chermak Guió de : Jeri Taylor                                               | 28 de gener de 1991     | 186           | 12.1           |
| 87         | 13                   | «El tribut del diable Devil's Due»                                     | Tom Benko          | Història de : Philip LaZebnik & William Douglas Lansford Guió de : Philip LaZebnik                                           | 4 de febrer de 1991     | 187           | 13.0           |
| 88         | 14                   | «Pistes Clues»                                                         | Les Landau         | Història de : Bruce D. Arthurs Guió de : Bruce D. Arthurs and Joe Menosky                                                    | 11 de febrer de 1991    | 188           | 12.3           |
| 89         | 15                   | «Primer contacte First Contact»                                        | Cliff Bole         | Guió de : Dennis Bailey & David Bischoff i Joe Menosky & Ronald D. Moore i Michael Piller Història de : Marc Scott Zicree    | 18 de febrer de 1991    | 189           | 11.4           |
| 90         | 16                   | «Bebè galàctic Galaxy's Child»                                         | Winrich Kolbe      | Història de : Thomas Kartozian Guió de : Maurice Hurley                                                                      | 11 de març de 1991      | 190           | 11.7           |
| 91         | 17                   | «Terrors nocturns Night Terrors»                                       | Les Landau         | Història de : Shari Goodhartz Guió de : Pamela Douglas & Jeri Taylor                                                         | 18 de març de 1991      | 191           | 11.2           |
| 92         | 18                   | «Crisi d'identitat Identity Crisis»                                    | Winrich Kolbe      | Història de : Timothy DeHaas Guió de : Brannon Braga                                                                         | 25 de març de 1991      | 192           | 10.9           |
| 93         | 19                   | «El novè grau The Nth Degree»                                          | Robert Legato      | Joe Menosky | 1 d'abril de 1991       | 193           | 11.0           |
| 94         | 20                   | «Qpido Qpid»                                                           | Cliff Bole         | Història de : Randee Russell i Ira Steven Behr Guió de : Ira Steven Behr                                                     | 22 d'abril de 1991      | 194           | 10.8           |
| 95         | 21                   | «El timbal The Drumhead»                                               | Jonathan Frakes    | Jeri Taylor | 29 d'abril de 1991      | 195           | 10.5           |
| 96         | 22                   | «Mitja vida Half a Life»                                               | Les Landau         | Història de : Ted Roberts and Peter Allan Fields Guió de : Peter Allan Fields                                                | 6 de maig de 1991       | 196           | Unknown        |
| 97         | 23                   | «L'hoste The Host»                                                     | Marvin V. Rush     | Michel Horvat | 13 de maig de 1991      | 197           | 11.3           |
| 98         | 24                   | «L'ull de la ment The Mind's Eye»                                      | David Livingston   | Història de : Ken Schafer i René Echevarria Guió de : René Echevarria                                                        | 27 de maig de 1991      | 198           | 10.1           |
| 99         | 25                   | «En teoria In Theory»                                                  | Patrick Stewart    | Joe Menosky & Ronald D. Moore                                                                                                | 3 de juny de 1991       | 199           | 9.8            |
| 100        | 26                   | «Redempció, part I Redemption, Part I»                                 | Cliff Bole         | Ronald D. Moore | 17 de juny de 1991      | 200           | 10.9           |

1. ↑  Acreditat com a Dennis Russell Bailey

### Temporada 5 (1991–1992)
| Núm. total | Núm. de la temporada | Títol                                              | Direcció           | Guió | Data d'emissió original | Codi de prod. | Nielsen rating |
| ---------- | -------------------- | -------------------------------------------------- | ------------------ | --- | ----------------------- | ------------- | -------------- |
| 101        | 1                    | «Redempció, Part II Redemption, Part II»           | David Carson       | Ronald D. Moore                                                                                                  | 23 de setembre de 1991  | 201           | Desconegut     |
| 102        | 2                    | «Darmok»                                           | Winrich Kolbe      | Història de : Philip LaZebnik and Joe Menosky Guió de : Joe Menosky                                              | 30 de setembre de 1991  | 202           | Unknown        |
| 103        | 3                    | «L'alferes Ro Ensign Ro»                           | Les Landau         | Història de : Rick Berman & Michael Piller Guió de : Michael Piller                                              | 7 d'octubre de 1991     | 203           | 11.6           |
| 104        | 4                    | «Avatar de silici Silicon Avatar»                  | Cliff Bole         | Història de : Lawrence V. Conley Guió de : Jeri Taylor                                                           | 14 d'octubre de 1991    | 204           | 12.0           |
| 105        | 5                    | «Desastre Disaster»                                | Gabrielle Beaumont | Història de : Ron Jarvis & Philip A. Scorza Guió de : Ronald D. Moore                                            | 21 d'octubre de 1991    | 205           | 12.3           |
| 106        | 6                    | «El joc The Game»                                  | Corey Allen        | Història de : Susan Sackett & Fred Bronson and Brannon Braga Guió de : Brannon Braga                             | 28 d'octubre de 1991    | 206           | 13.4           |
| 107        | 7                    | «Unificació, part 1 Unification, Part I»           | Les Landau         | Història de : Rick Berman & Michael Piller Guió de : Jeri Taylor                                                 | 4 de novembre de 1991   | 208           | 15.4           |
| 108        | 8                    | «Unificació, part 2 Unification, Part II»          | Cliff Bole         | Història de : Rick Berman & Michael Piller Guió de : Michael Piller                                              | 11 de novembre de 1991  | 207           | 15.4           |
| 109        | 9                    | «Una qüestió de temps A Matter of Time»            | Paul Lynch         | Rick Berman | 18 de novembre de 1991  | 209           | 13.9           |
| 110        | 10                   | «Noves tècniques New Ground»                       | Robert Scheerer    | Història de : Sara Charno & Stuart Charno Guió de : Grant Rosenberg                                              | 30 de desembre de 1991  | 210           | 11.9           |
| 111        | 11                   | «El culte a l'heroi Hero Worship»                  | Patrick Stewart    | Història de : Hilary J. Bader Guió de : Joe Menosky                                                              | 6 de gener de 1992      | 211           | 12.7           |
| 112        | 12                   | «Violacions Violations»                            | Robert Wiemer      | Història de : Shari Goodhartz & T. Michael and Pamela Gray Guió de : Pamela Gray & Jeri Taylor                   | 27 de gener de 1992     | 212           | 12.1           |
| 113        | 13                   | «La societat perfecta The Masterpiece Society»     | Winrich Kolbe      | Història de : James Kahn and Adam Belanoff Guió de : Adam Belanoff and Michael Piller                            | 3 de febrer de 1992     | 213           | 12.0           |
| 114        | 14                   | «L'enigma Conundrum»                               | Les Landau         | Història de : Paul Schiffer Guió de : Barry Schkolnick                                                           | 10 de febrer de 1992    | 214           | 12.2           |
| 115        | 15                   | «Joc ofensiu Power Play»                           | David Livingston   | Història de : Paul Ruben i Maurice Hurley Guió de : René Balcer i Herbert Wright & Brannon Braga                 | 17 de febrer de 1992    | 215           | 13.2           |
| 116        | 16                   | «Ètica Ethics»                                     | Chip Chalmers      | Història de : Sara Charno & Stuart Charno Guió de : Ronald D. Moore                                              | 24 de febrer de 1992    | 216           | 12.6           |
| 117        | 17                   | «Marginació The Outcast»                           | Robert Scheerer    | Jeri Taylor | 16 de març de 1992      | 217           | 12.3           |
| 118        | 18                   | «Causa i efecte Cause and Effect»                  | Jonathan Frakes    | Brannon Braga | 23 de març de 1992      | 218           | 13.0           |
| 119        | 19                   | «El primer deure The First Duty»                   | Paul Lynch         | Ronald D. Moore & Naren Shankar                                                                                  | 30 de març de 1992      | 219           | 12.1           |
| 120        | 20                   | «El preu de la vida Cost of Living»                | Winrich Kolbe      | Peter Allan Fields                                                                                               | 20 d'abril de 1992      | 220           | 11.7           |
| 121        | 21                   | «La parella perfecta The Perfect Mate»             | Cliff Bole         | Història de : René Echevarria i Gary Perconte Guió de : Gary Perconte i Michael Piller                           | 27 d'abril de 1992      | 221           | 10.8           |
| 122        | 22                   | «L'amiga imaginària Imaginary Friend»              | Gabrielle Beaumont | Història de : Jean Louise Matthias & Ronald Wilkerson i Richard Fliegel Guió de : Edithe Swensen i Brannon Braga | 4 de maig de 1992       | 222           | 12.1           |
| 123        | 23                   | «Jo, Borg I, Borg»                                 | Robert Lederman    | René Echevarria                                                                                                  | 11 de maig de 1992      | 223           | 12.8           |
| 124        | 24                   | «La fase següent The Next Phase»                   | David Carson       | Ronald D. Moore                                                                                                  | 18 de maig de 1992      | 224           | 11.7           |
| 125        | 25                   | «La llum interior The Inner Light»                 | Peter Lauritson    | Història de : Morgan Gendel Guió de : Morgan Gendel i Peter Allan Fields                                         | 1 de juny de 1992       | 225           | 11.1           |
| 126        | 26                   | «La sageta del temps, part 1 Time's Arrow, Part I» | Les Landau         | Història de : Joe Menosky Guió de : Joe Menosky & Michael Piller                                                 | 15 de juny de 1992      | 226           | 11.8           |

### Temporada 6 (1992–1993)
| Núm. total | Núm. de la temporada | Títol                                                      | Direcció           | Guió                                                                                     | Data d'emissió original | Codi de prod. | Nielsen rating |
| ---------- | -------------------- | ---------------------------------------------------------- | ------------------ | ---------------------------------------------------------------------------------------- | ----------------------- | ------------- | -------------- |
| 127        | 1                    | «La sageta del temps, part 2 Time's Arrow, Part II»        | Les Landau         | Història de : Joe Menosky Guió de : Jeri Taylor                                          | 21 de setembre de 1992  | 227           | 13.8           |
| 128        | 2                    | «El regne de la por Realm of Fear»                         | Cliff Bole         | Brannon Braga                                                                            | 28 de setembre de 1992  | 228           | 13.2           |
| 129        | 3                    | «Un home del poble Man of the People»                      | Winrich Kolbe      | Frank Abatemarco                                                                         | 5 d'octubre de 1992     | 229           | 13.2           |
| 130        | 4                    | «Relíquies Relics»                                         | Alexander Singer   | Ronald D. Moore                                                                          | 12 d'octubre de 1992    | 230           | 13.9           |
| 131        | 5                    | «Cismes Schisms»                                           | Robert Wiemer      | Història de : Jean Louise Matthias & Ronald Wilkerson Guió de : Brannon Braga            | 19 d'octubre de 1992    | 231           | 13.2           |
| 132        | 6                    | «Q de veritat True Q»                                      | Robert Scheerer    | René Echevarria                                                                          | 26 d'octubre de 1992    | 232           | 13.7           |
| 133        | 7                    | «Trapelles Rascals»                                        | Adam Nimoy         | Història de : Ward Botsford & Diana Dru Botsford i Michael Piller Guió de : Allison Hock | 2 de novembre de 1992   | 233           | 13.5           |
| 134        | 8                    | «Un grapat de Dates A Fistful of Datas»                    | Patrick Stewart    | Història de : Robert Hewitt Wolfe Guió de : Robert Hewitt Wolfe i Brannon Braga          | 9 de novembre de 1992   | 234           | 13.4           |
| 135        | 9                    | «Qualitat de vida The Quality of Life»                     | Jonathan Frakes    | Naren Shankar                                                                            | 16 de novembre de 1992  | 235           | 13.2           |
| 136        | 10                   | «Cadena de comandament, Part I Chain of Command, Part I»   | Robert Scheerer    | Història de : Frank Abatemarco Guió de : Ronald D. Moore                                 | 14 de desembre de 1992  | 236           | 10.2           |
| 137        | 11                   | «Cadena de comandament, Part II Chain of Command, Part II» | Les Landau         | Frank Abatemarco                                                                         | 21 de desembre de 1992  | 237           | 12.9           |
| 138        | 12                   | «Una nau en una ampolla Ship in a Bottle»                  | Alexander Singer   | René Echevarria                                                                          | 25 de gener de 1993     | 238           | 11.3           |
| 139        | 13                   | «Aquiel»                                                   | Cliff Bole         | Història de : Jeri Taylor Guió de : Brannon Braga & Ronald D. Moore                      | 1 de febrer de 1993     | 239           | 14.1           |
| 140        | 14                   | «La cara de l'enemic Face of the Enemy»                    | Gabrielle Beaumont | Història de : René Echevarria Guió de : Naren Shankar                                    | 8 de febrer de 1993     | 240           | 13.1           |
| 141        | 15                   | «Mosaic Tapestry»                                          | Les Landau         | Ronald D. Moore                                                                          | 15 de febrer de 1993    | 241           | 13.8           |
| 142        | 16                   | «Drets de naixement, part I Birthright, Part I»            | Winrich Kolbe      | Brannon Braga                                                                            | 22 de febrer de 1993    | 242           | 13.2           |
| 143        | 17                   | «Drets de naixement, part II Birthright, Part II»          | Dan Curry          | René Echevarria                                                                          | 1 de març de 1993       | 243           | 13.4           |
| 144        | 18                   | «Una nau minada Starship Mine»                             | Cliff Bole         | Morgan Gendel                                                                            | 29 de març de 1993      | 244           | 13.0           |
| 145        | 19                   | «Lliçons Lessons»                                          | Robert Wiemer      | Ronald Wilkerson & Jean Louise Matthias                                                  | 5 d'abril de 1993       | 245           | 12.2           |
| 146        | 20                   | «La recerca The Chase»                                     | Jonathan Frakes    | Història de : Ronald D. Moore & Joe Menosky Guió de : Joe Menosky                        | 26 d'abril de 1993      | 246           | 11.2           |
| 147        | 21                   | «Estat d'ànim Frame of Mind»                               | James L. Conway    | Brannon Braga                                                                            | 3 de maig de 1993       | 247           | 11.4           |
| 148        | 22                   | «Sospites Suspicions»                                      | Cliff Bole         | Joe Menosky & Naren Shankar                                                              | 10 de maig de 1993      | 248           | 11.3           |
| 149        | 23                   | «El successor Rightful Heir»                               | Winrich Kolbe      | Història de : James E. Brooks Guió de : Ronald D. Moore                                  | 17 de maig de 1993      | 249           | 10.6           |
| 150        | 24                   | «Una altra oportunitat Second Chances»                     | LeVar Burton       | Història de : Michael A. Medlock Guió de : René Echevarria                               | 24 de maig de 1993      | 250           | 9.7            |
| 151        | 25                   | «Fuita de temps Timescape»                                 | Adam Nimoy         | Brannon Braga                                                                            | 14 de juny de 1993      | 251           | 11.6           |
| 152        | 26                   | «Atac, part 1 Descent, Part I»                             | Alexander Singer   | Història de : Jeri Taylor Guió de : Ronald D. Moore                                      | 21 de juny de 1993      | 252           | 11.7           |

### Temporada 7 (1993–1994)
| Núm. total | Núm. de la temporada | Títol                                          | Direcció           | Guió                                                                                       | Data d'emissió original | Codi de prod. | Nielsen rating |
| ---------- | -------------------- | ---------------------------------------------- | ------------------ | ------------------------------------------------------------------------------------------ | ----------------------- | ------------- | -------------- |
| 153        | 1                    | «Atac, part II Descent, Part II»               | Alexander Singer   | René Echevarria                                                                            | 20 de setembre de 1993  | 253           | 13.0           |
| 154        | 2                    | «Enllaços Liaisons»                            | Cliff Bole         | Història de : Roger Eschbacher & Jaq Greenspon Guió de : Jeanne Carrigan-Fauci & Lisa Rich | 27 de setembre de 1993  | 254           | 12.2           |
| 155        | 3                    | «Interfície Interface»                         | Robert Wiemer      | Joe Menosky                                                                                | 4 d'octubre de 1993     | 255           | 11.7           |
| 156        | 4                    | «Estratagema, part I Gambit, Part I»           | Peter Lauritson    | Història de : Naren Shankar i Christopher Hatton Guió de : Naren Shankar                   | 11 d'octubre de 1993    | 256           | 11.9           |
| 157        | 5                    | «Estratagema, part II Gambit, Part II»         | Alexander Singer   | Història de : Naren Shankar Guió de : Ronald D. Moore                                      | 18 d'octubre de 1993    | 257           | 12.0           |
| 158        | 6                    | «Fantasmes Phantasms»                          | Patrick Stewart    | Brannon Braga                                                                              | 25 d'octubre de 1993    | 258           | 12.2           |
| 159        | 7                    | «Plana oculta Dark Page»                       | Les Landau         | Hilary J. Bader                                                                            | 1 de novembre de 1993   | 259           | 11.6           |
| 160        | 8                    | «Acoblats Attached»                            | Jonathan Frakes    | Nick Sagan                                                                                 | 8 de novembre de 1993   | 260           | 12.1           |
| 161        | 9                    | «La força de la Natura Force of Nature»        | Robert Lederman    | Naren Shankar                                                                              | 15 de novembre de 1993  | 261           | 11.9           |
| 162        | 10                   | «Herència Inheritance»                         | Robert Scheerer    | Història de : Dan Koeppel Guió de : Dan Koeppel i René Echevarria                          | 22 de novembre de 1993  | 262           | 11.6           |
| 163        | 11                   | «Paral·leles Parallels»                        | Robert Wiemer      | Brannon Braga                                                                              | 29 de novembre de 1993  | 263           | 12.8           |
| 164        | 12                   | «La Pegasus The Pegasus»                       | LeVar Burton       | Ronald D. Moore                                                                            | 10 de gener de 1994     | 264           | 11.9           |
| 165        | 13                   | «Cap a casa Homeward»                          | Alexander Singer   | Història de : Spike Steingasser Guió de : Naren Shankar                                    | 17 de gener de 1994     | 265           | 11.8           |
| 166        | 14                   | «Sub Rosa»                                     | Jonathan Frakes    | Història de : Jeri Taylor Guió de : Brannon Braga                                          | 31 de gener de 1994     | 266           | 11.5           |
| 167        | 15                   | «Cobertes inferiors Lower Decks»               | Gabrielle Beaumont | Història de : Ronald Wilkerson & Jean Louise Matthias Guió de : René Echevarria            | 7 de febrer de 1994     | 267           | 11.9           |
| 168        | 16                   | «Sigueu vos mateix Thine Own Self»             | Winrich Kolbe      | Història de : Christopher Hatton Guió de : Ronald D. Moore                                 | 14 de febrer de 1994    | 268           | 11.4           |
| 169        | 17                   | «Màscares Masks»                               | Robert Wiemer      | Joe Menosky                                                                                | 21 de febrer de 1994    | 269           | 11.8           |
| 170        | 18                   | «L'ull de l'observador Eye of the Beholder»    | Cliff Bole         | Història de : Brannon Braga Guió de : René Echevarria                                      | 28 de febrer de 1994    | 270           | 13.3           |
| 171        | 19                   | «Gènesi Gènesi»                                | Gates McFadden     | Brannon Braga                                                                              | 21 de març de 1994      | 271           | 11.3           |
| 172        | 20                   | «El final del viatge Journey's End»            | Corey Allen        | Ronald D. Moore                                                                            | 28 de març de 1994      | 272           | 11.9           |
| 173        | 21                   | «El primogènit Firstborn»                      | Jonathan West      | Història de : Mark Kalbfeld Guió de : René Echevarria                                      | 25 d'abril de 1994      | 273           | 11.4           |
| 174        | 22                   | «Línies de sang Bloodlines»                    | Les Landau         | Nick Sagan                                                                                 | 2 de maig de 1994       | 274           | 11.3           |
| 175        | 23                   | «Aparició Emergence»                           | Cliff Bole         | Història de : Brannon Braga Guió de : Joe Menosky                                          | 9 de maig de 1994       | 275           | 11.3           |
| 176        | 24                   | «Atac amb dret de prioritat Preemptive Strike» | Patrick Stewart    | Història de : Naren Shankar Guió de : René Echevarria                                      | 16 de maig de 1994      | 276           | 11.8           |
| 177178     | 2526                 | «Totes les coses bones... All Good Things...»  | Winrich Kolbe      | Ronald D. Moore & Brannon Braga                                                            | 23 de maig de 1994      | 277           | 17.4           |

1. 1 2  Acreditat com a Nicholas Sagan

## Emissió en català
Les sis primeres temporades de la sèrie van ser doblades al català pels estudis Tramontana (primera part) i Soundtrack (segona part) i emeses a TV3 l’any 1991. A les xarxes d'igual a igual circulen versions subtitulades de la setena temporada, amb subtítols fets per seguidors de la sèrie. No se sap si TV3 va fer traduir la temporada, però no s'ha emès per televisió.

## Mitjans domèstics
La sèrie es va publicar en cintes de casset VHS, normalment amb dos episodis o un episodi de dues parts en una cinta. Per a algunes versions, els crèdits de tots dos programes de la cinta es van combinar al final en lloc de mostrar-se per separat.

### DVD i Blu-ray
| Temporada      | Episodis | Estrena en DVD         | Estrena en DVD         | Estrena en DVD         | Estrena en Blu-ray     | Estrena en Blu-ray     |
| Temporada      | Episodis | Regió 1                | Regió 2                | Regió 4                | Regió A                | Regió B                |
| -------------- | -------- | ---------------------- | ---------------------- | ---------------------- | ---------------------- | ---------------------- |
| 1              | 26       | 26 de març de 2002     | 1 d'abril de 2002      | 10 de maig de 2002     | 24 de juliol de 2012   | 23 de juliol de 2012   |
| 2              | 22       | 7 de maig de 2002      | 10 de juny de 2002     | 5 de juliol de 2002    | 4 de desembre de 2012  | 10 de desembre de 2012 |
| 3              | 26       | 2 de juliol de 2002    | 22 de juliol de 2002   | 4 de setembre de 2002  | 30 d'abril de 2013     | 29 d'abril de 2013     |
| 4              | 26       | 3 de setembre de 2002  | 7 d'octubre de 2002    | 12 de novembre de 2002 | 30 de juliol de 2013   | 29 de juliol de 2013   |
| 5              | 26       | 5 de novembre de 2002  | 18 de novembre de 2002 | 6 de desembre de 2002  | 19 de novembre de 2013 | 18 de novembre de 2013 |
| 6              | 26       | 3 de desembre de 2002  | 2 de desembre de 2002  | 7 de febrer de 2003    | 24 de juliol de 2014   | 21 de juliol de 2014   |
| 7              | 26       | 31 de desembre de 2002 | 23 de desembre de 2002 | 11 d'abril de 2003     | 2 de desembre de 2014  | 15 de desembre de 2014 |
| Sèrie completa | 178      | 2 d'octubre de 2007    | 6 de juny de 2011      | 6 d'agost de 2009      | 14 de juny de 2016     | 15 de desembre de 2014 |

Alguns episodis de la sèrie també s'han publicat en vuit col·leccions "el millor de".
Les quatre pel·lícules de La nova generació es van estrenar juntes en un Blu-ray el 2009. Posteriorment s'han tornat a publicar individualment.
El gener de 2012 es van publicar tres episodis en Blu-ray Disc sense regió. La sèrie completa es va tornar a escanejar i es va reconstruir en 1080p d'alta definició i 24 fotogrames progressius per segon per estar disponible per a estrenes de Blu-ray, redifusió de televisió i distribució digital. No es tractava d'una remasterització, en què s'edita una còpia mestra nova del mateix negatiu de tall original que les còpies mestra anteriors, ni és possible una remasterització perquè el programa es va editar el dia cinta i no existeixen aquests negatius tallats originals. En canvi, va ser una edició completament nova de l'espectacle refet a partir de clips de pel·lícula en brut, amb moltes fotografies que s'havien de substituir a causa de l'entrellaçat nativament, la velocitat de fotogrames incorrecta (a diferència del DVD, el Blu-ray no pot gestionar velocitats de fotogrames mixtes) o d'una altra manera no convertible al nou format.
Es van llançar cinc col·leccions de DVD "Fan Collective", cadascuna d'elles amb episodis amb un tema particular - Borg, Klingon, Q, Time Travel i Captain's Log - de les cinc primeres sèries d'imatge real de Star Trek, inclosa La nova generació.

### Streaming
La sèrie remasteritzada s'ha distribuït digitalment a través de serveis com iTunes i Amazon Video. Les temporades 1 i 2 es van publicar a les botigues iTunes dels Estats Units, el Canadà i el Regne Unit a principis del 2013, tant en definició estàndard com en alta. Les temporades 3 i 4 es van llançar a les botigues iTunes dels Estats Units i el Canadà a la segona meitat del 2013, i a la botiga del Regne Unit el març del 2014, de nou en alta definició i estàndard. A principis de 2014, les quatre primeres temporades es van afegir a l'iTunes Store d'Austràlia tant en alta definició com en estàndard. Tant les versions d'alta definició com la estàndard de la temporada 5 es van llançar digitalment als EUA a través d'Amazon Video i iTunes a principis de maig de 2014, i més tard a les botigues iTunes del Regne Unit, Canadà i Australia. El desembre de 2014, la temporada 6 es va afegir tant en alta definició com en estàndard a l'iTunes Store dels EUA.
La sèrie completa es va afegir al servei de streaming de Netflix als EUA el 2011. El 2015, la sèrie es va actualitzar a la versió reeditada d'alta definició del programa. Tot i que la sèrie estava disponible per subscriure's a Netflix, Hulu i Amazon Prime durant uns quants anys, després que Paramount va llançar el seu propi servei de reproducció, va deixar de renovar els drets de transmissió de la sèrie Star Trek i a principis del 2022, La nova generació només estava disponible per a la transmissió en temps real des de Paramount+.
En 2024 era disponible a Espanya les set temporades senceres en castellà a les plataformes Netflix i SkyShowtime. En cap d'elles és disponible doblada o subtitulada en català.